# Gewichtsstück

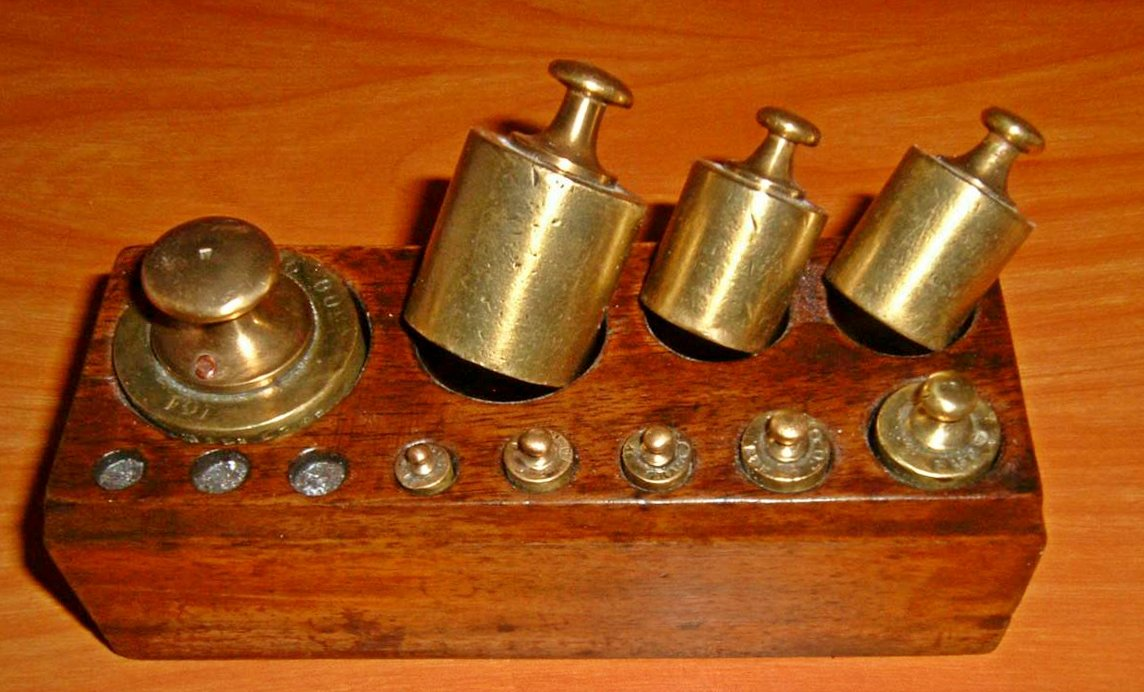
Ein Satz Gewichtsstücke zur Massenbestimmung mit einer Balkenwaage

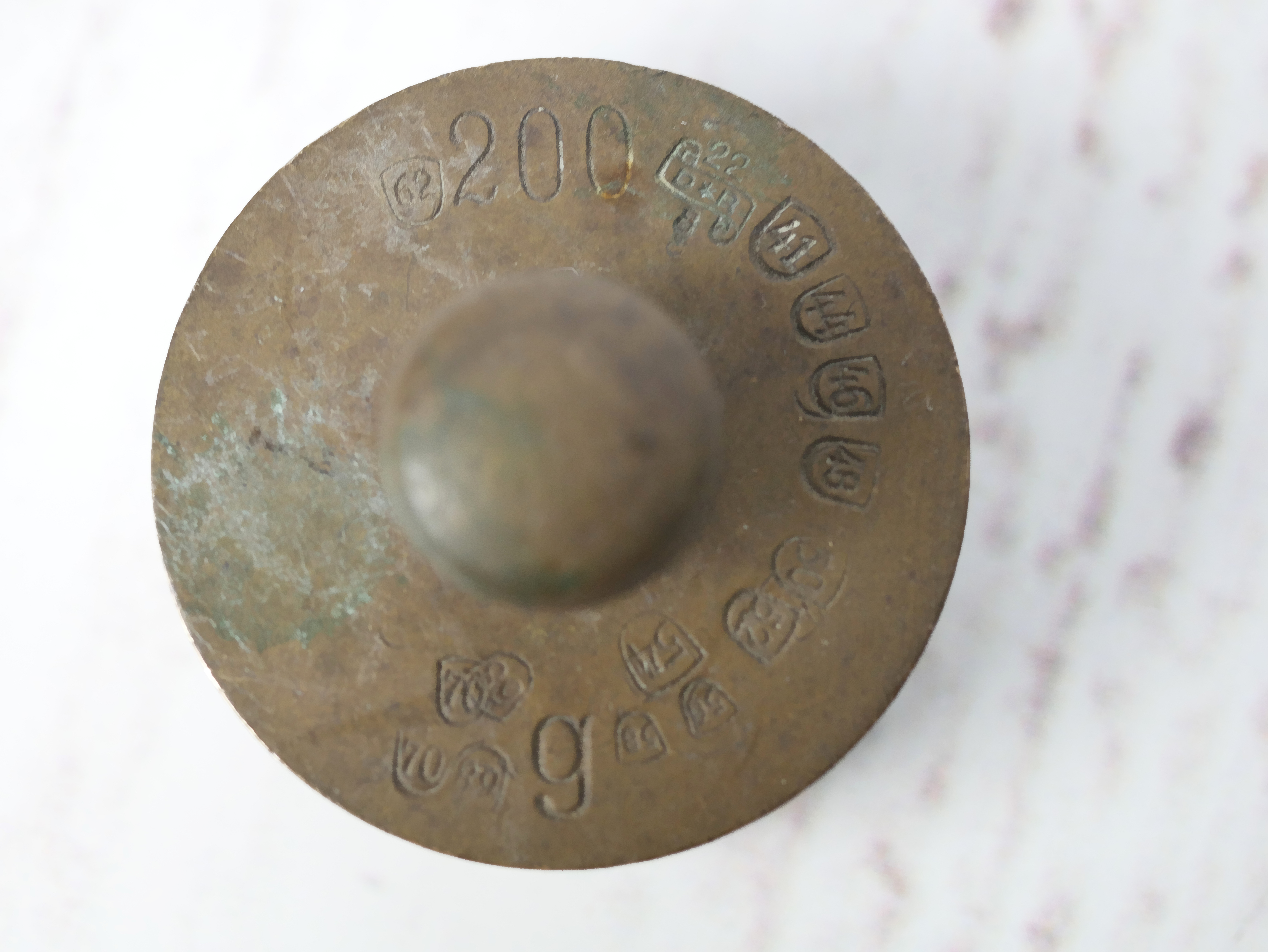
200 g Gewichtsstück (Massestück) für eine Präzisionswaage, das für eine Präzisionswaage gefertigt und wiederholt geeicht wurde; die Jahreszahlpunzen zeigen die Jahre 41 bis 70.

Ein Gewichtsstück, auch Gewichtstück, Wägestück, Massestück oder Gewicht, ist eine Maßverkörperung der Masse. Die Bezeichnung „Gewicht“ sollte nach DIN 1305 vermieden werden, wenn Verwechselungen mit den weiteren Bedeutungen Gewichtskraft oder Wägewert möglich sind. Die internationale Norm OIML R111 definiert für Gewichtsstücke sieben Genauigkeitsklassen. Wenn sie im gewerblichen Verkehr verwendet werden, müssen Gewichtsstücke (z. B. in Deutschland) periodisch geeicht und mit Eichzeichen versehen werden.